# جورج هان
جورج هان هو سياسي كندي، ولد في 3 نوفمبر 1911 في كندا، وتوفي في 5 فبراير 1963 في نفس البلد. حزبياً، نشط في Social Credit Party of Canada ‏. وقد انتخب عضو مجلس العموم الكندي.